# کوه کویتز
کوه کویتز (به انگلیسی: Mount Queets) یک قله و کوه در ایالات متحده آمریکا است که در شهرستان جفرسون، واشینگتن واقع شده‌است. کوه کویتز ۱٬۹۷۳٫۹۱ متر بالاتر از سطح دریا واقع شده‌است.